# Pseudothemis zonata
Pseudothemis zonata – gatunek ważki z rodziny ważkowatych (Libellulidae).